# Erdoğan Bayraktar

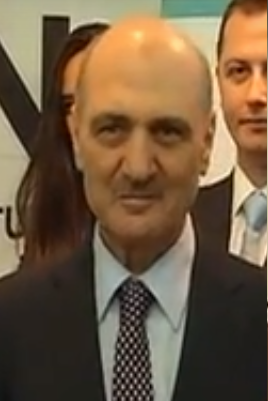
Erdoğan Bayraktar

Erdoğan Bayraktar (* 10. Oktober 1948 in Of) ist ein türkischer Politiker der Partei für Gerechtigkeit und Aufschwung (AKP).

## Leben
Erdoğan Bayraktar ist ausgebildeter Bauingenieur. Seinen Master machte er an der Universität Istanbul. Er promovierte zum Thema der Tarifverträge im Bauwesen. Ab 1973 arbeitete Bayraktar als Unternehmer. Von 1989 bis 1999 war er Mitglied der Kommunalvertretungen der Großstadtkommune Istanbuls und Eminönüs.
Vom 6. Juli 2011 bis Dezember 2013 war Bayraktar Umweltminister und Minister für Stadtwesen der Türkei im Kabinett Erdoğan III. Am 25. Dezember 2013 trat er infolge des Korruptionsskandals von seinem Amt zurück.